# Skuggblommossa
Skuggblommossa (Schistidium umbrosum) är en bladmossart som först beskrevs av Zett., och fick sitt nu gällande namn av Carl Magnus Blom. Skuggblommossa ingår i släktet blommossor, och familjen Grimmiaceae. Enligt den finländska rödlistan är arten sårbar i Finland. Arten är reproducerande i Sverige. Artens livsmiljö är kalkstensklippor och kalkbrott.